# We No Speak Americano
We No Speak Americano je píseň australské skupiny Yolanda Be Cool a producenta DCUP. Produkce se ujal producent Johnson Peterson. Píseň je sampl písně „Tu vuò fà l'americano“ od Renato Carosone z roku 1956.

## Hitparáda
| Žebříček  | Příčka |
| --------- | ------ |
| Austrálie | 4      |
| Kanada    | 16     |
| Evropa    | 1      |
| Německo   | 1      |
| Anglie    | 1      |
| Česko     | 1      |
| USA       | 29     |

| "Airplanes" od B.o.B featuring Hayley Williams                        | Anglické #1 hity 25. července~1. srpna 2010 | "All Time Low" od The Wanted                       |
| "Waka Waka (This Time for Africa)" od Shakira featuring Freshlyground | Německé #1 hity 6. srpen~ 23. září 2010     | "Love the Way You Lie" od Eminem featuring Rihanna |